# Aeroporto Internacional de Ufá

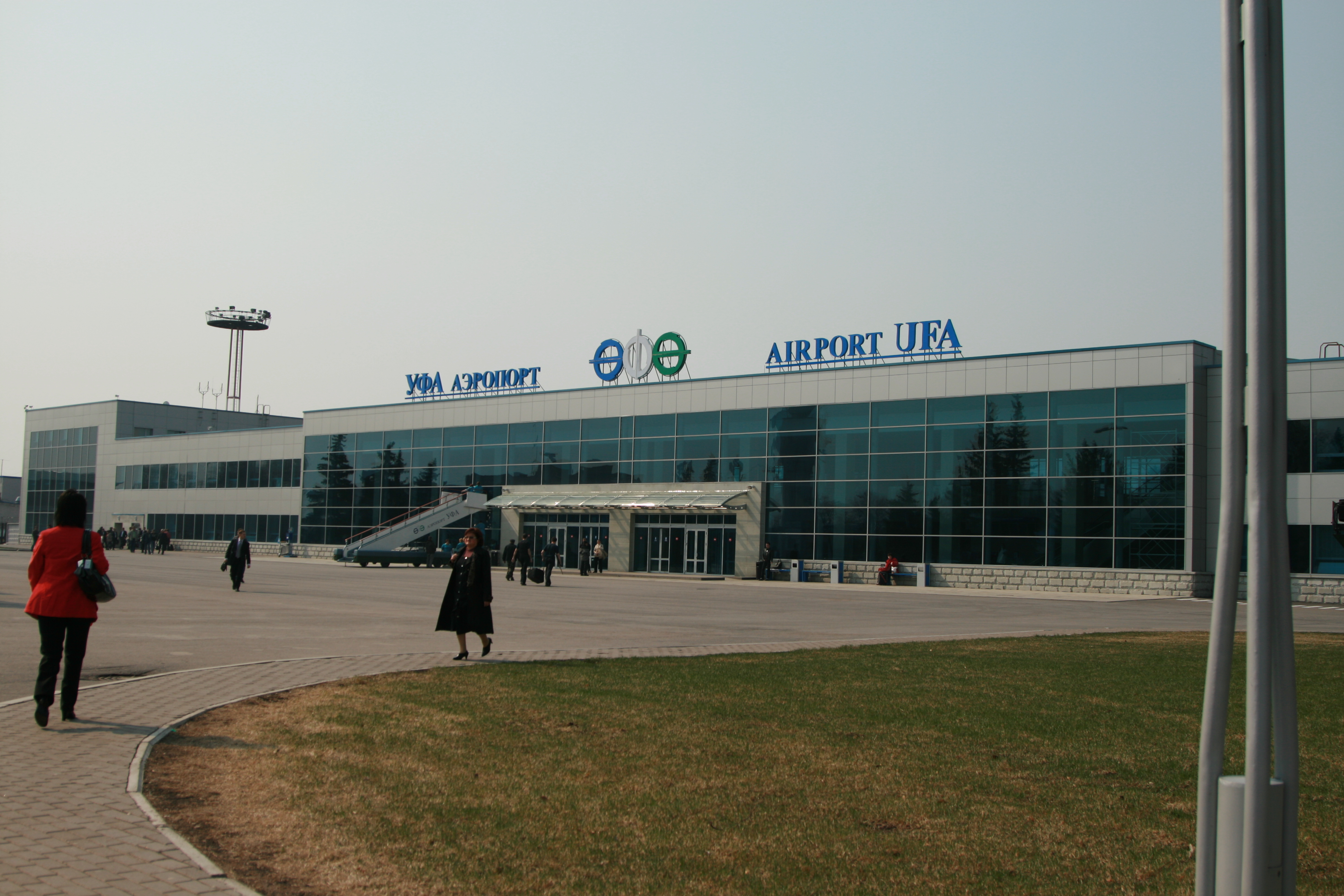
Terminal de Ufá.

O Aeroporto Internacional de Ufá (em russo: Международный аэропорт Уфа) (IATA: UFA, ICAO: UWUU) é um aeroporto civil internacional da Rússia de Bascortosão, localizado a 25 km a sudoeste de Ufá.

## História
Em 11 de maio de 1924, um hangar foi construído perto da vila de Glumilino, e em 15 de maio, um clube de aviação começou a operar lá. A primeira rota comercial do aeroporto foi aberta em 1933 (Ufá-Sterlitamak–Meleuz–Mrakovo–Baymak-Magnitogorsk–Beloretsk–Ufá). Em 1956, o Aeroporto de Ufá se tornou um centro de manutenção para helicópteros Yakovlev Yak-12 e Mil Mi-1. Entre 1959 e 1962, o aeroporto foi reconstruído. Foram construídos três hotéis, um depósito de combustível, um prédio de carga, um restaurante com 100 lugares, uma garagem, além de uma nova pista e instalações de radar. A nova pista pode acomodar Tupolev Tu-124, Antonov An-10 e Ilyushin Il-18. Em 1964, foi construído um novo terminal com capacidade para 400 passageiros por hora. A sua superfície foi duplicada em 2007, passando a poder receber 600 passageiros por hora.

### Cronologia
- 1923-1924 - Com a abertura do Clube de Aviação de Ufá, a primeira aeronave chega a Ufá.
- 1933 - Abertura da companhia aérea Ufa- Mrakovo- Magnitogorsk-Ufá.
- 1954 - A primeira aeronave Antonov An-2 chega a Ufá.
- 1956 - O primeiro helicóptero Mil Mi-1 e a primeira aeronave Yakovlev Yak-12 chegam a Ufá.
- 1958 - A primeira aeronave Lisunov Li-2 chega a Ufá.
- 1959 - 1963 - Expansão do aeroporto para as modernas aeronaves Antonov An-24, Ilyushin Il-18 e Tupolev Tu-124.
- 1967 - Os primeiros Tupolev Tu-134 chegam a Ufá.
- 1974 - Os primeiros Tupolev Tu-154 chegam a Ufá.
- 1990 - Categoria II da ICAO para o Aeroporto de Ufá.
- 1992 - Inauguração do terminal internacional do aeroporto.
- 2005-2007 - Reconstrução das pistas ativas e do terminal de passageiros do Aeroporto de Ufá.[2]

## Dados técnicos
O Aeroporto de Ufá conta atualmente com cinco pistas, duas das quais estão ativas e foram recentemente reformadas com sistemas de iluminação que permitem decolagens e pousos 24 horas. As dimensões da primeira pista ativa são 2.513 m x 50 m (orientação 14L/32R). As dimensões da segunda pista ativa são 3.761 m x 60 m (orientação 14L/32R). O Aeroporto de Ufá está equipado para manuseio, pouso e decolagem de aeronaves Boeing 747 e Antonov An-124, bem como todas as aeronaves menores. O aeroporto oferece serviço de combate a incêndio e resposta rápida de acordo com a Categoria 8 do ICA O.

## Dados meteorológicos
| Mês         | Janeiro | Fevereiro | Março | Abril | Março | Junho | Julho | Agosto | Setembro | Outubro | Novembro | Dezembro |
| Temperatura | -18     | -18       | -12   | -1    | 7     | 12    | 13    | 12     | 6        | 0       | -8       | -15      |
| ----------- | ------- | --------- | ----- | ----- | ----- | ----- | ----- | ------ | -------- | ------- | -------- | -------- |